# سوکولوفکا (استان آمور)
سوکولوفکا (به لاتین: Sokolovka) یک منطقهٔ مسکونی در روسیه است که در استان آمور واقع شده‌است.